# J.H. Bagger
Johannes Herman Bagger (3. november 1841 i Ræhr Præstegård, Thisted Amt – 24. januar 1919 på Frederiksberg) var en dansk højesteretssagfører og politiker.

## Karriere
Baggers forældre var sognepræst og politiker Christian Erhard Bagger og Henriette Amalie født Jacobsen. Han blev student 1858 fra Viborg lærde Skole, juridisk kandidat 1863, overretssagfører i København 1870 og højesteretssagfører 1874. Fra 1879 førte han offentlige sager. 1887 blev han Ridder af Dannebrog. Han var medlem af Bikubens forretningsudvalg og af Dansk Turistforenings bestyrelse.

## Politikeren
Han optrådte i 1871 med et skrift Danmark og Tyskland, Fremtidsbetragtninger, hvori han anbefalede Danmark at søge sin styrke i en nøje venskabelig tilknytning til Tyskland. For denne tanke var han lige siden en ihærdig, men ikke påskønnet talsmand. Han blev første gang opstillet til Folketinget 1872 af Højre i Vestervig, men blev ikke valgt. Året efter lykkedes det imidlertid, og Bagger sad på tinge fra 1873 til 1881 som repræsentant for Thisted Amts 3. Kreds. I de forskellige gæringsperioder inden for hine otte år spillede Bagger i den almindelige opinion en vis rolle som mellemmand imellem partierne, men uden at hidføre synderlige resultater. Han måtte udtræde af partiet Folketingets Højre, efter at han i 1879 i en pjece Forhandlinger i Rigsdagssamlingen 1877-78 havde tilsidesat diskretionshensyn. 1902 udgav han Bidrag til Forstaaelse af et kvart Aarhundredes politiske Historie, og 1903-04 var han formand for den antisocialistiske vælgerforening for borgerrepræsentantvalget i København.
Bagger savnede ikke evner og kundskaber til politisk virksomhed, men han manglede et rent standpunkt, selvkritik og – held.
Bagger havde 2. november 1870 i København ægtet Jeanna (Johanne) Christiane Begtrup, adopteret Fog (6. december 1845 i Trondhjem - 15. januar 1903 i København), adoptivdatter af biskop, dr. Bruun Juul Fog og Petra Emerencia født Høegh-Guldberg.